# Военно звание
Военните звания са звания, персонално присвоявани на военнослужещите в зависимост от тяхното служебно положение, военна подготовка, принадлежност към един или друг вид въоръжени сили, прослужено време и заслуги.
Военните звания са важно условие за организация на воинската служба. Те са основният фактор, който определя старшинството и подчинеността между военнослужещите и реда за отдаване и изпълнение на заповеди.

## Исторически преглед
Първоначално не е съществувала разлика между звания и длъжности. Доказателство за това е, че наименованията на съвременните звания произлизат исторически от наименованията на длъжности.

### Произход на някои звания
- в армията:
  - ефрейтор – (от нем. Gefreiter) освободен от някои задължения по служба
  - сержант – (от лат. serviens) служещ
  - лейтенант – (от фр. lieutenant) заместник, помощник-командир
  - капитан – (от лат. kapitaneus) който е начело, командир
  - майор – (от лат. major) по-голям, по-старши от капитана)
  - полковник – (от слав.) който командва полк
  - генерал – (от лат. generalis) общ, главен (като общ началник на цялата армия с всички родове войски)
  - поручик – (от слав.) който изпълнява поръчения, адютант
  - хорунжий – (от хоругва, църковно знаме) командир на отряд със собствено знаме
  - прапоршчик – от пряпорец, знаме (офицер, отговарящ за съхранението на знамето)

- във флота:
  - капитан I, II, III ранг – ранговете произлизат от делението на бойните ветроходни кораби на рангове в зависимост от големината и въоръжението им
  - адмирал – от арабския израз „амир ал-бахр“ и означава началник, който командва на море.

### Особености
Званията се получавали с назначаване на определена длъжност и се отнемали с напускането ѝ. С появата на постоянни армии веднъж полученото звание се запазвало. Тази система се усъвършенствувала особено много след появата и развитието на мобилизационен резерв, при използването на който е важно да се знае каква подготовка има конкретният резервист (запасняк).
В различните армии има различни военни звания. Като правило те се групират в зависимост от ранга например на войнишки, сержантски, офицерски и др.

## Военни звания във Въоръжените сили на Република България
Съгласно Чл. 138 от Закона за отбраната и въоръжените сили на Република България военните звания са:
| Войници (Матроси) |
| ----------------- |

| Сухопътни войски и Военновъздушни сили | Военноморски сили |
| -------------------------------------- | ----------------- |
| Редник                                 | Матрос            |
| Ефрейтор                               | Старши матрос     |

| Сержанти (Старшини) |
| ------------------- |

| Младши сержант     | Старшина II степен |
| Сержант            | Старшина I степен  |
| Старши сержант     | Главен старшина    |
| Старшина           | Мичман             |
| Офицерски кандидат | Офицерски кандидат |

| Младши офицери |
| -------------- |

| Лейтенант        | Лейтенант         |
| Старши лейтенант | Старши лейтенант  |
| Капитан          | Капитан-лейтенант |

| Старши офицери |
| -------------- |

| Майор        | Капитан III ранг |
| Подполковник | Капитан II ранг  |
| Полковник    | Капитан I ранг   |

| Висши офицери |
| ------------- |

| Бригаден генерал  | Флотилен адмирал |
| Генерал-майор     | Контраадмирал    |
| Генерал-лейтенант | Вицеадмирал      |
| Генерал           | Адмирал          |

## Военни звания по страна
По-долу са изредени сравнителни таблици с военните звания в отделните държави, разделени по континент и вид Въоръжени сили.
- Азия и Океания
- Сухопътни войски
- Военновъздушни сили
- Военноморски сили
- Брегова охрана
- Други

- Африка
- Сухопътни войски
- Военновъздушни сили
- Военноморски сили
- Брегова охрана
- Други

- Европа
- Сухопътни войски
- Военновъздушни сили
- Военноморски сили
- Брегова охрана
- Други

- Америка
- Сухопътни войски
- Военновъздушни сили
- Военноморски сили
- Брегова охрана
- Други